# Grădina Zoologică din Hamburg
Grădina Zoologică din Hamburg (în germană Zoologischer Garten zu Hamburg) a fost o grădină zoologică din Hamburg, Germania, care a funcționat din 1863 până în 1930. Acvariul său, care a fost deschis publicului în 1864, a fost unul dintre primele acvarii din lume.

## Fondarea
În anii 1850 Hamburg era al treilea oraș ca mărime din Confederația Germană; doar Berlin și Viena erau mai mari. Comerțul cu animale sălbatice a început în anul 1820 și o menajerie funcționa în oraș în anii 1840. Un negustor bogat pe nume Ernst von Merck, membru al Parlamentului German de la Frankfurt pe Main în 1848 și 1849, a înființat o societate comercială ce avea scopul de a organiza o grădină zoologică. Pe 10 iulie 1860, cu ocazia ședinței de constituire a Societății Zoologice din Hamburg (în germană Zoologische Gesellschaft in Hamburg), Merck a fost ales președinte.
Ea a fost cea de-a cincea grădină zoologică din Germania, după Grădina Zoologică din Berlin (1844), Grădina Zoologică din Frankfurt (1858), Grădina Zoologică din Köln (1860) și Grădina Zoologică din Dresda (1861).
Compania era organizată ca o societate pe acțiuni. În 1861 a cumpărat un teren de 13 hectare (32 de acri) ce se afla în afara zidurilor orașului Hamburg, lângă cimitirul municipal. În noiembrie 1862 Societatea Zoologică a emis acțiuni suplimentare pentru a finanța construirea unui acvariu. Atât de mare a fost agitația stârnită de acest proiect încât toate acțiunile s-au vândut în 24 de ore.

## Primii ani

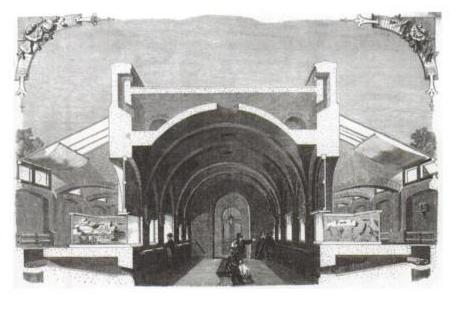
O schiță din 1865 a acvariului „Castelul Zânei Oceanului” din cadrul Grădinii Zoologice din Hamburg

Grădina zoologică a fost destul de populară atunci când s-a deschis pe 17 mai 1863. Deși populația orașului Hamburg era la acea vreme de doar 300.000 de locuitori, aproximativ 54.000 de persoane au vizitat grădina zoologică în prima săptămână de funcționare. În primii zece ani de funcționare frecventarea anuală a grădinii s-a cifrat între 225.000 și 355.000 de vizitatori. Primul director al grădinii zoologice Alfred Edmund Brehm a investit masiv în alcătuirea unei colecții mari de animale, mai mare chiar decât cea a Grădinii Zoologice din Berlin pentru o mare parte a istoriei sale. Grădina zoologică a avut mai multe succese remarcabile în ceea ce privește reproducerea speciilor — aici s-au născut primele exemplare în captivitate de tapir brazilian în 1868, de tapir malaezian în 1879 și de cerb Schomburgk (specie dispărută astăzi) în 1870. Acvariul grădinii, cunoscut și ca Templul Acvariului Marin, a fost unul dintre acvariile cele mai bine construite vreodată. În 1865 ziarul național german Die Gartenlaube a declarat că acvariul „Castelul Zânei Oceanului” era superior acvariului din Londra. Primul rinocer de Sumatra văzut vreodată în Europa a fost achiziționat de către Grădina Zoologică din Hamburg în 1868.
În anul 1863 a apărut un prim concurent al grădinii zoologice din Hamburg: o colecție de animale exotice achiziționate de către Carl Hagenbeck Sr. Fiul lui, Carl Hagenbeck Jr., a deschis în 1875 un parc concurent denumit Carl Hagenbeck's Tierpark. Deși parcul zoologic al lui Hagenbeck era mai mic, el conținea suficiente animale exotice pentru a rămâne competitiv.

## Declinul
În 1907 Hagenbeck a deschis un nou parc denumit Tierpark Hagenbeck. Noua facilitate a revoluționat aspectul grădinilor zoologice: în loc de bare și cuști, Hagenbeck a devenit primul care a folosit șanțuri pentru a separa animalele unele de altele, precum și de public. Grădina Zoologică din Hamburg a părut depășită prin comparație. În primii săi ani, Tierpark a atras un milion de vizitatori anual, dublu față de numărul maxim de vizitatori atins vreodată de Grădina Zoologică din Hamburg.
Primul Război Mondial aproape că a ruinat ambele grădini zoologice. În 1915 Grădina Zoologică din Hamburg a construit cea mai mare facilitate pentru primate, cu 22 de cuști în aer liber și 69 de cuști în interior. Aproape toate maimuțele au murit de foame, cu toate acestea, în timpul războiului.
După război, economia Germaniei s-a prăbușit. În timp ce parcul zoologic al lui Hagenbeck a fost capabil să își reconstruiască colecția de animale, societatea zoologică nu a reușit să facă acest lucru. Pe 30 decembrie 1920 societatea a fost lichidată, iar pe 21 ianuarie 1921 grădina zoologică s-a închis. Un nou grup de investitori, Corporația Grădina Zoologică din Hamburg, a preluat grădina zoologică și a refăcut o colecție masivă formată din 882 de specii și subspecii, dar în urma crahului financiar din 1929 ea s-a îndreptat din nou spre faliment. S-a încercat salvarea corporației prin transformarea facilității zoologice într-un complex format dintr-un parc de distracții și un parc ornitologic. Încercarea a eșuat și în 1931 corporația a intrat în faliment, iar grădina zoologică a fost închisă pentru totdeauna. Orașul Hamburg a preluat terenul grădinii zoologice și a amenajat acolo un parc public (Hamburger Stadtpark).